# Spiranthes magnicamporum
Spiranthes magnicamporum är en orkidéart som beskrevs av Charles John Sheviak. Spiranthes magnicamporum ingår i släktet skruvaxsläktet, och familjen orkidéer. Inga underarter finns listade i Catalogue of Life.

## Bildgalleri

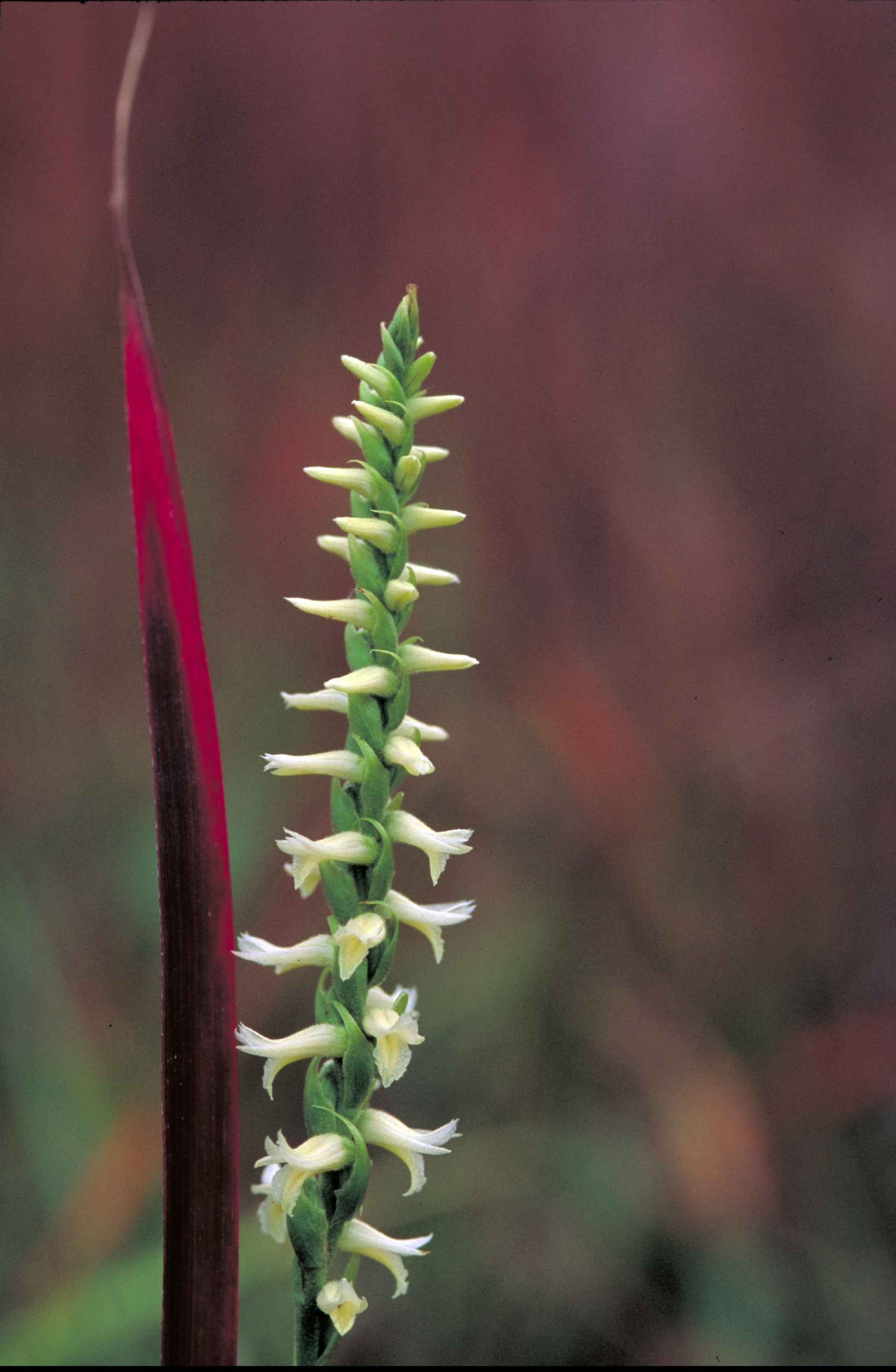